# 글리제 3323
좌표:  05h 01m 57.42611s, −06° 56′ 46.3718″
글리제 3323 (GJ 3323, LHS 1723)은 적도의 에리다누스자리에 위치한 항성으로, 육안으로 볼 수 있는 에리다누스자리 프사이에서 북서쪽으로 약 0.4° 떨어져 있다. 겉보기 등급은 +12.20으로 육안으로는 보이지 않는다. 연주 시차 측정 값으로 태양으로부터 17.5 광년의 거리로 추산한다. +42.3의 반경 속도로 더 멀리 표류하고 있다. km/s  대략 104,000년 전, 글리제 3323은 태양으로부터 약 2.25 ± 0.05 파섹 (7.34 ± 0.16 ly) 이내에 접근했다.
글리제 3323의 분광형은 M4.0Ve이며  이것이 스펙트럼에 나타나는 방출선과 함께 적색왜성임을 나타낸다. 별은 태양 질량의 17%, 태양 반지름의 19%를 가지며 태양 광도의 0.4%에 불과하다.

## 관측의 역사
이 별을 처음 발견했을 때 붙여진 이름은 LP 656-38이며, 이 이름은 1963년과 1981년 사이에 미니애폴리스 미네소타 대학교에서 발견이 공포되었음을 뜻한다. "LP"는 팔로마 천문대에서 발견되었음을 의미한다.
글리제 3323은 적어도 1979년부터 알려져 있으며, 이때 높은 고유 운동 객체 성표 및 NLTT가 빌럼 야코프 라위턴에 의해 발행되었으며 이 객체가 이 그의 관측 기록에 포함되었다.

### 거리 측정
1982년 빌헬름 글리제는 글리제 3323 (161mas)의 측광 거리를 발표했으며, 1991년 빌헬름 글리제와 자헤리스가 작성한 글리제의 근접 항성 목록의 3차 예비 버전에 NN 3323 (후에 글리제 3323으로도 지정됨)으로 광도 측정 기능이 포함되었다. 연주 시차는 163.0±26.0이다.
그것의 삼각 시차는 RECONS팀에 의해 출판된 2006년까지 알려지지 않았다. 시차는 187.92±1.26라고 알려졌다.

## 행성계
2017년 3월 15일, 글리제 3323을 도는 두 개의 행성이 HARPS 망원경 에 의해 감지되었다. 따라서 지금까지 밝혀진 바로는 글리제 3323 주위에는 2개의 행성이 공전하고 있다.
| 동반천체 (가까운 순서) | 질량                | 공전궤도 반지름(AU) | 공전주기(일)             | 이심률          |
| ---------------------- | ------------------- | ------------------- | ------------------------ | --------------- |
| b                      | ≥2.02+0.26 −0.25 ME | 5.3636±0.0007       | 0.03282+0.00054 −0.00056 | 0.23±0.11       |
| c                      | ≥2.31+0.50 −0.49 ME | 40.54+0.21 −0.19    | 0.1264+0.0021 −0.0022    | 0.17+0.21 −0.12 |

### b
글리제 3323 b는 에리다누스자리의 적색 왜성 글리제 3323 주위를 도는 외계 행성이다.
이 별이 모항성 글리제 3323을 도는 주기는 5.3636일 (0.01 지구 해)이다. 따라서 지구가 한번 공전을 마칠 무렵이면 이 행성은 글리제 3233을 68.05바퀴 돌고 있을 것이다. 이 행성은 수성에서 태양까지의 거리보다 가까운 거리에서 항성 주위를 공전한다. 글리제 3323 b는 항성주위 거주 가능 영역 내에서 공전한다고 관측되었다.

### c
글리제 3323 c는 에리다누스자리의 적색 왜성 글리제 3323 주위를 도는 외계 행성이다. 질량은 지구의 2.31배인 슈퍼 지구이며, 지구 날짜로 항성을 한바퀴 공전을 완료하는 데 40.5일이 걸리며 항성으로부터 0.1264AU 떨어져 있다. 앞서 글리제 3233 b는 골디락스 존 내에 공전 하는 것으로 밝혀졌으나, 발견 팀은 글리제 3323 c는 인간이 거주 못하는 골디락스 존 바깥 외계 행성 후보로 간주했다.